# Casasco d'Intelvi
Casasco d'Intelvi es una localidad y comune italiana de la provincia de Como, región de Lombardía, con 412 habitantes.

## Evolución demográfica
| Gráfica de evolución demográfica de Casasco d'Intelvi entre 1861 y 2001 |
|                                                                         |
| Fuente ISTAT - elaboración gráfica de Wikipedia                         |